# Jürgen Ponto

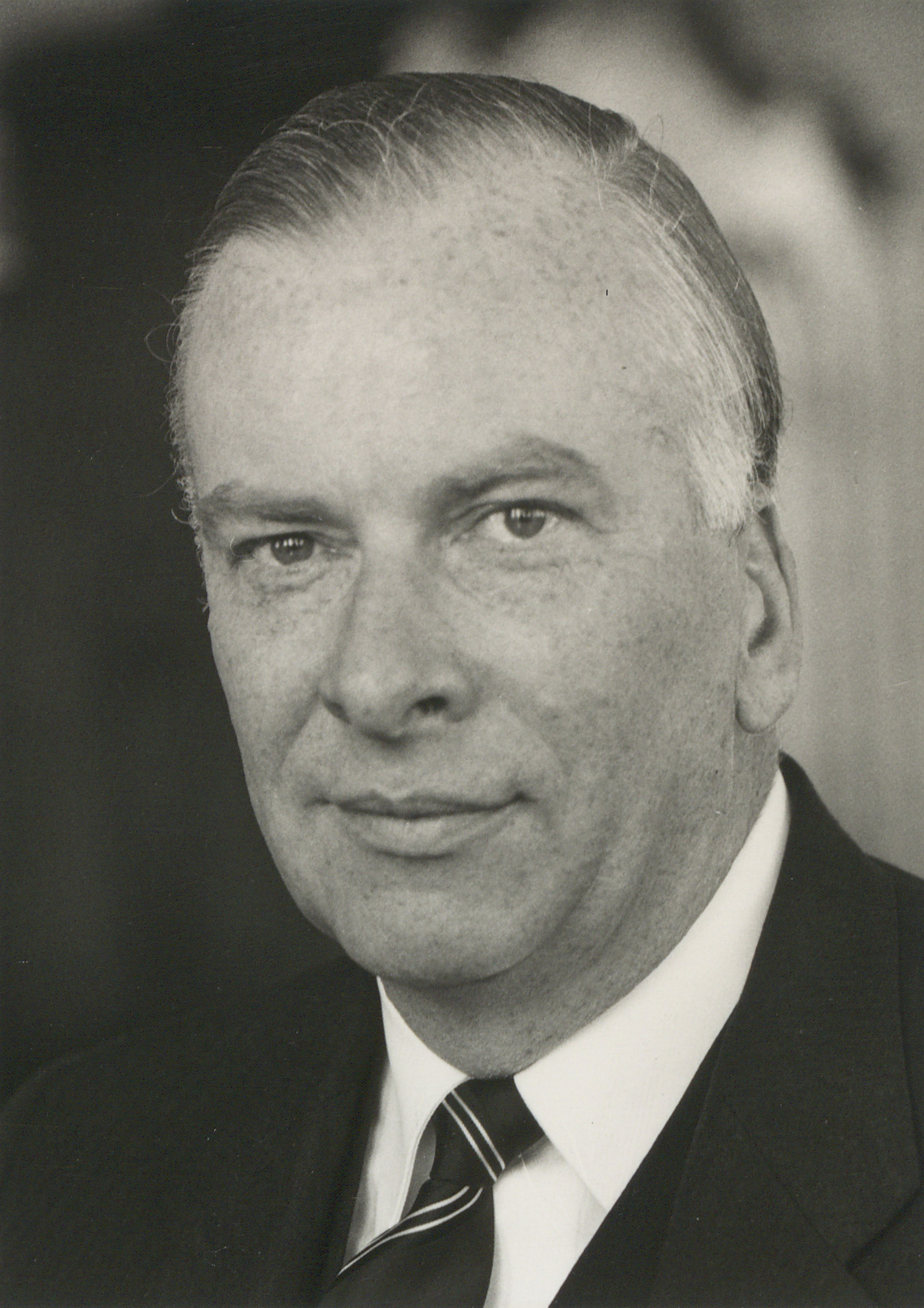
Jürgen Ponto (1974)

Robert Hans Jürgen Ponto (* 17. Dezember 1923 in Bad Nauheim; † 30. Juli 1977 in Frankfurt am Main) war ein deutscher Bankmanager. Der Jurist wirkte von 1969 bis zu seiner Ermordung als Vorstandssprecher der Dresdner Bank. Unter seiner Leitung modernisierte sie ihr Image und baute ihr internationales Geschäft aus. Der „Leitbankier“ Ponto galt als einer der wichtigsten Repräsentanten der deutschen Banken und der sogenannten Deutschland AG, also des Netzwerks großer Industrieunternehmen, Banken und Versicherungen in Deutschland. Kunst und Kultur waren ihm wichtige Anliegen. Er engagierte sich insbesondere in der Musikförderung. Mitglieder der terroristischen Vereinigung Rote Armee Fraktion (RAF) erschossen ihn beim Versuch einer Entführung.

## Weg zur Bank

### Herkunft, Kindheit und Schulzeit

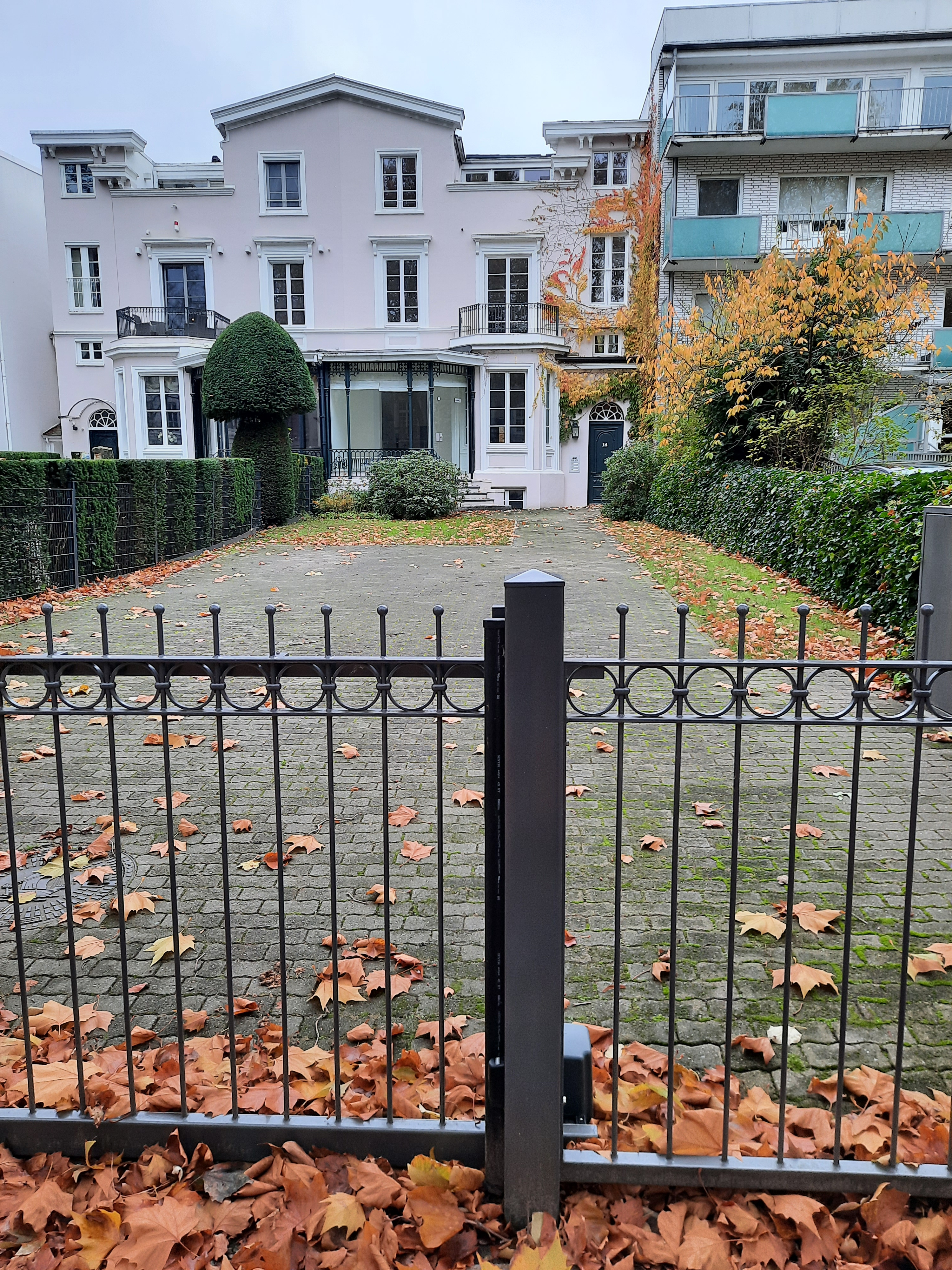
Magdalenenstraße 14 in Hamburg (Aufnahme von 2023)

Die Herkunft der Familie Ponto lässt sich bis in die „Franzosenzeit“ der Hansestadt Lübeck zurückverfolgen. Ihr gelang Mitte des 19. Jahrhunderts der Aufstieg in die dortige Kaufmannschaft. Die Gründung des Deutschen Reiches veränderte das wirtschaftliche Umfeld sukzessiv, sodass die Großeltern von Jürgen Ponto 1889 ihr Kurzwarengeschäft am Markt der Stadt aufgaben und nach Hamburg zogen, wo der Großvater eine angestellte Buchhaltungstätigkeit im Versicherungsgewerbe aufnahm.
Jürgen Pontos Vater Robert Ponto (1878–1967) ging vor dem Ersten Weltkrieg nach Ecuador und arbeitete dort in Bahía de Caráquez als Kaufmann im Überseehandel. Er heiratete nach dem Tod seiner ersten Ehefrau deren Schwester Gabriele Schmidt (1880–1974), zu deren Vorfahren Hamburger Senatoren zählten. Jürgen Pontos Herkunftsfamilie verfügte nicht nur über eine Kaufmannstradition, einige Familienmitglieder standen zugleich für ausgeprägte musisch-künstlerische Interessen: Jürgen Pontos älterer Onkel Franz spielte in jungen Jahren Violine in einem Budapester Orchester. Der jüngere Onkel von Jürgen Ponto, Erich Ponto, machte als Schauspieler Karriere.
Wenngleich Jürgen Ponto im Dezember 1923 in Bad Nauheim zur Welt kam, verbrachte er die ersten Jahre seiner Kindheit in Ecuador, wo seine Schwester Hanna Elisabeth (1921–2017) geboren worden war. Zur Einschulung von Hanna kehrte die Familie im Sommer 1927 nach Deutschland zurück und lebte in Hamburg. Dort erwarb Robert Ponto 1929 ein Haus in Pöseldorf (Magdalenenstraße 14). Er ging aus wirtschaftlich-beruflichen Gründen zweimal für längere Zeit zurück nach Ecuador: ab 1931 für drei Jahre sowie von 1939 bis 1942. Jürgen Ponto wurde 1930 in die Bertram-Schule aufgenommen, eine Privatschule für Kinder des gehobenen Bürgertums. Sechs Jahre später wechselte er auf das Wilhelm-Gymnasium. Der als unauffällig geltende Schüler bestand dort im März 1942 die Abiturprüfungen.

### Kriegsdienst
Sofort nach dem Abitur wurde Ponto zur Wehrmacht beziehungsweise zum Kriegsdienst eingezogen. Er nahm in einer Kaserne Harburgs, in der eine Panzerabwehreinheit stationiert war, an einem Offizierslehrgang teil und wurde Anfang Oktober 1942 an die Ostfront versetzt. Er kam dort in Kesselschlachten bei Woronesch zum Einsatz. Am 5. Februar 1943 wurde er durch einen Kopfschuss schwer verwundet und wenig später aus dem Kessel ausgeflogen. Erst nach einigen Wochen erlangte er sein Gedächtnis wieder. Nach einem Lazarett-Aufenthalt in Dresden wurde er nach Niendorf an der Ostsee verlegt. Die Verwundung konnte auskuriert werden, dennoch blieb er zu 70 Prozent schwerbeschädigt. Im Frühjahr 1944 entließ ihn die Wehrmacht.

### Studium
Im April 1944 nahm Ponto in Göttingen ein Studium der Rechtswissenschaft auf. Unmittelbar nach Kriegsende kehrte er nach Hamburg zurück. Das Haus seiner Eltern war unzerstört geblieben, seine Familie hatte den Krieg unversehrt überlebt. Er setzte im November 1945 sein Studium an der Universität Hamburg fort. Auch in Kunstgeschichte und Philosophie besuchte er Veranstaltungen. Als Mitglied der studentischen Auslandskommission nahm Jürgen Ponto in diesem Kontext an Begegnungen mit Studenten aus dem Ausland teil. Überdies arbeitete er an der Zeitschrift Hamburger Akademische Rundschau mit und trat in studentischen Theateraufführungen auf. Am 7. September 1948 bestand Ponto seine erste juristische Staatsprüfung und begann anschließend ein Referendariat am Hanseatischen Oberlandesgericht. Seinen Vater hielt es erneut nicht lange in der Stadt: im Juni 1948 ging Robert Ponto wieder nach Ecuador.

## Aufstieg

### Ende 1951 bis Ende 1964

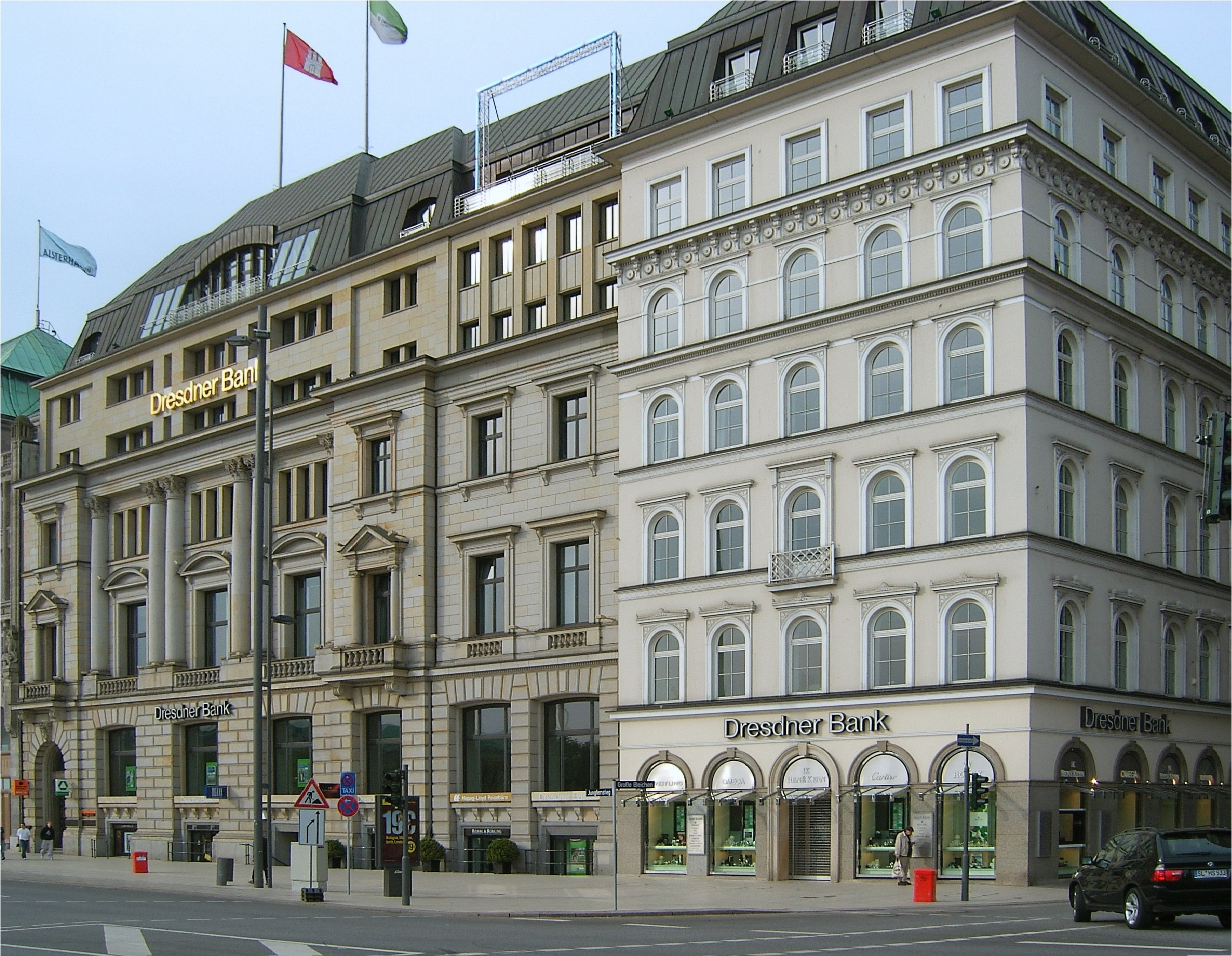
Ensemble am Jungfernstieg: Links das von Martin Haller entworfene Filialgebäude der Dresdner Bank. Rechts daneben, damals architektonisch angeglichen, ein schmales Gebäude auf dem Grundstück Jungfernstieg 24, ganz rechts das Eckhaus Jungfernstieg 25 (Aufnahme von 2006)

Der Eintritt des späteren Dresdner-Bank-Vorstandssprechers in die Bankenwelt erfolgte eher zufällig. Das Hanseatische Oberlandesgericht bestimmte, dass der mittlerweile verheiratete Ponto seinen Ausbildungsabschnitt „Verwaltung“ ab November 1950 in einer Bank zu absolvieren hatte: der Hamburger Kreditbank. Sie war eine der durch die alliierte Entflechtung entstandenen Nachfolgebanken der Dresdner Bank. Die Hamburger Kreditbank beschäftigte Ponto nach dieser Referendariatsphase als Volontär weiter, denn seine Präsenzpflicht am Oberlandesgericht belief sich nur auf einen Tag pro Woche. In der Bank am Jungfernstieg 22 förderte ihn insbesondere Joachim Entzian, langjähriger Syndikus der Dresdner Bank.
Im September 1951 ging Ponto für einige Monate für einen Studienaufenthalt, der durch ein Stipendium der amerikanischen Regierung finanziert wurde, nach Seattle. In dieser Zeit regelte Ponto – praktisch nebenher und ohne Anstellungsverhältnis mit der Hamburger Kreditbank – einen Restitutionsfall. Er betraf das Grundstück Jungfernstieg 24, das die Dresdner Bank 1939 von jüdischen Eigentümern erworben hatte. Ponto verhandelte mit dem Anspruchsberechtigten direkt, die Bank akzeptierte die dabei getroffene Vereinbarung: die Zahlung eines Geldbetrags, der um einiges höher lag als die Bank bis dahin zu zahlen bereit gewesen war.
Im Februar 1952 kehrte Ponto nach Hamburg zurück und wurde im Direktionssekretariat der Hamburger Kreditbank beschäftigt. Im August 1952 bestand er sein Assessorexamen und wurde anschließend von der Bank als „juristischer Mitarbeiter“ angestellt. Er befasste sich mit der Umsetzung des Betriebsverfassungsgesetzes und mit juristischen Auseinandersetzungen, die nach Kriegsende beschlagnahmte Tochtergesellschaften der Dresdner Bank in Belgien und in den Niederlanden betrafen. 1953 erhielt er Handlungsvollmacht. Zum 1. Juli 1959, Ponto war mittlerweile zweifacher Vater, folgte seine Bestellung zum Chefsyndikus der Dresdner Bank in Hamburg; diese Stelle hatte zuvor Entzian innegehabt, der in den Ruhestand getreten war. Im Sommer 1960 erkundigte sich sein Arbeitgeber Dresdner Bank – sie war seit 1957 refusioniert – nach Pontos Bereitschaft zu einer Verwendung höheren Orts; Voraussetzung sei eine Ausbildung nebenher und on the job im Kerngeschäft des Bankwesens. Der Chefsyndikus sagte zu und absolvierte unter anderem Stationen in Bremen, Hannover und Paris.

### Vom Vorstandsmitglied zum Vorstandssprecher
Jürgen Ponto wurde im November 1964 zum stellvertretenden Mitglied des Vorstands ernannt. 1966 wechselte er seinen Dienstort und war nun in Frankfurt tätig. Im Jahr darauf wurde Ponto ordentliches Vorstandsmitglied. Zu seinen Aufgaben gehörten die Ressorts Geld und Kredit sowie Werbung und Öffentlichkeitsarbeit. Der Aufsichtsrat bestimmte Ponto 1967 zum kommenden Vorstandssprecher. Ihm wurde zugetraut, den Generationswechsel voranzutreiben, die Bank zu modernisieren und ihre Organisation zu straffen. Offiziell wurde Jürgen Ponto auf der Hauptversammlung der Dresdner Bank im Juni 1969 zum Vorstandssprecher bestellt. Er folgte damit auf Erich Vierhub, galt in der Öffentlichkeit allerdings noch als wenig bekannt.

## Wirken als Vorstandssprecher der Dresdner Bank

### Imagewandel

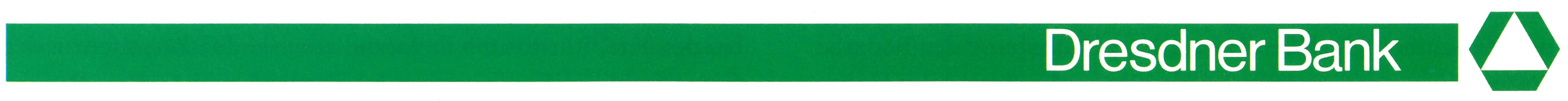
Logo, Schriftzug und grünes Band der Dresdner Bank nach 1972

Das Image der Dresdner Bank litt damals unter zwei Problemen: Zum einen hatte es in den 1960er Jahren Vorwürfe gegeben, das Geldinstitut habe seine „Bankenmacht“ missbräuchlich verwendet, als es um die Krisen und Zusammenbrüche der Unternehmen von Willy Schlieker, von Hermann Krages sowie der Brüder Otto und Hugo Stinnes jun. gegangen war. Zum anderen galt die Dresdner Bank aufgrund ihrer Stärke im Wertpapiergeschäft als traditionelle „Händlerbank“ mit Nähe zu negativ konnotierten Spekulationsgeschäften. Beides war vor dem Hintergrund des wachsenden Retail-Bankings, also des Massengeschäfts mit Privatkunden im Bankwesen, eine Belastung.
Eine zentrale Aufgabe des neuen Sprechers war, der Bank ein neues Image zu geben. Ponto trieb aus diesen Gründen die Professionalisierung der Öffentlichkeitsarbeit und der Werbung voran. Bereits 1967 hatte der Vorstand entschieden, ein neues Logo entwickeln zu lassen, da das alte seit rund 50 Jahren kaum verändert worden war. Otl Aicher, damals einer der profiliertesten deutschen Grafikdesigner, entwickelte 1970 ein völlig neues Corporate Design. Das neue Logo, ein Entwurf von Jürgen Hampel, folgte zwei Jahre später: ein weißes, gleichseitiges Dreieck in einem grünen Sechseck – auch „Ponto-Auge“ genannt. In seiner Abstraktheit erinnerte es an das Logo, das die Chase Manhattan Bank seit 1961 nutzte, ein Oktogon. Die Präsentation erfolgte im Zuge einer Festveranstaltung zum 100. Jubiläum der Bankgründung im September 1972. Dieses Event hatte Ponto, unterstützt von Bernhard von Loeffelholz, im großen Stil aufziehen lassen, was für eine Bank bis dahin einmalig war: Es fand nicht in Frankfurt, sondern in West-Berlin statt, umfasste ein Konzert der Berliner Philharmoniker unter der Leitung von Herbert von Karajan, Festreden, einen üppig gestalteten Bildband sowie die Bekanntgabe der Errichtung eines Stiftungsfonds zur Förderung von Wissenschaft und Kultur. In seiner Festrede verkündete Ponto außerdem, die Dresdner Bank werde als erste westdeutsche Bank eine Repräsentanz in Moskau eröffnen, was im Januar 1973 auch geschah. Die Jubiläumsveranstaltung galt als großer Erfolg, auch weil in vielen Medien zeitnah Porträts der Dresdner Bank und von Jürgen Ponto erschienen.
Der von Otl Aicher entworfenen Gestaltungslinie entsprechend wurden die Filialen angepasst, das Interieur erhielt einen merklich erneuerten Look. Zur Modernisierung des Images trug auch der Silberturm bei. Dieser Neubau der Frankfurter Zentrale, mit dem sich Ponto intensiv beschäftigte, wurde 1975 begonnen und 1978 fertiggestellt. Wie andere private Großbanken gab auch die Dresdner Bank im Laufe der 1970er Jahre ihre Bedenken gegenüber Fernsehwerbung auf. 1975 wurde erstmals ein entsprechender Werbespot ausgestrahlt, die Dresdner Bank sprach dabei vom „grünen Band der Sympathie“.

### Reorganisation der Bank
Die Dresdner Bank durchlief seit Anfang der 1970er Jahre einen umfassenden Prozess der Reorganisation. Die Fäden hielt dabei das Vorstandsmitglied Karl Friedrich Hagenmüller in der Hand. Allerdings sprach sich Ponto insbesondere in den ersten Jahren mit ihm intensiv dazu ab. Nach außen hin verkörperte nicht Hagenmüller, sondern Ponto diese internen Veränderungen und wurde auch hier zur Galionsfigur des Wandels. Zu den Reorganisationsmaßnahmen zählten ein gestrafftes Rechnungswesen, die Zentralisierung von Aufgaben in Frankfurt statt in Düsseldorf und Hamburg, die Rationalisierung von Ressortstrukturen, die Divisionalisierung der Filialen sowie die Systematisierung ihrer Abläufe in einem Organisationshandbuch, die Etablierung eines Führungsinformationssystems, die Vereinheitlichung der EDV, die Umorientierung der Angestellten weg vom „Bankbeamtentum“ hin zum Markt sowie die Förderung von Teamarbeit und kooperativem Führungsstil. Diese Veränderungen verliefen offenbar weitgehend reibungslos. Auch war die Dresdner Bank hier schneller als die Deutsche Bank oder die Commerzbank.

### Internationalisierung
Die Bedeutung des internationalen Geschäfts von Banken nahm bereits in den 1960er Jahren schrittweise zu. Ponto gab hier Ende 1973 ehrgeizige Ziele vor: Das Auslandsgeschäft der Dresdner Bank solle „einmal 50 Prozent des Ertrages bringen“; zum Zeitpunkt seiner Vorgabe lag dieser Ertragsanteil bei rund 20 Prozent. Ponto selbst trug dazu bei, dass sich die Dresdner Bank internationalisierte. Er repräsentierte sie im Ausland und knüpfte dabei nicht allein Kontakte zu Wirtschafts- und Bankvertretern, sondern auch zu führenden Politikern. Dabei halfen ihm seine Stellung in der Dresdner Bank, zugleich aber auch seine Kontaktfähigkeit, seine umfassende Allgemeinbildung und seine Weltläufigkeit. Die Dresdner Bank verfolgte bei ihrer Internationalisierung zwei Wege: Der erste führte gemeinsam mit anderen europäischen Banken zu einem sogenannten Banking Club: Im Februar 1971 gehörte die Dresdner Bank zu den Gründern der European Banking Union, die bereits im März 1972 ihr „Ständiges Sekretariat“ in eine Aktiengesellschaft belgischen Rechts überführte, die „Associated Banks of Europe Corporation“ (ABECOR). Zu den vier Gründern dieser Gruppe stießen bis 1974 drei weitere hinzu. ABECOR entwickelte sich bis Mitte der 1970er Jahre zur größten Bankengruppe der Welt mit weltweit 9700 Geschäftsstellen und zusammen 165.000 Mitarbeitern. Niederlassungen eröffnete sie 1972 in Mexiko-Stadt, Johannesburg und Sydney, 1973 folgte Teheran. Banken der ABECOR waren auch in den Vereinigten Staaten vertreten, sie traten dort gemeinsam mit der Firma „ABD Securities Corp. New York“ auf. Der zweite Weg, der fast gleichzeitig beschritten wurde, führte zur Errichtung eigener Auslandsfilialen: 1972 in Singapur und New York, 1973 in London und Tokio sowie 1974 in Los Angeles und Chicago.

### Übernahme von Inlandsbanken
In der Ära Ponto übernahm die Dresdner Bank zwei Privatbanken: 1970 Neuvians, Reuschel & Co. und 1974 die Sloman Bank KG, die damals fast 50 Prozent ihres Eigenkapitals durch den Zusammenbruch der Stumm AG verloren hatte. Die Sloman Bank wurde 1976 mit der Dresdner-Bank-Tochter Hardy & Co. fusioniert. Der Erwerb der Sloman Bank gilt als einer der wenigen geschäftlichen Fehler Pontos. Im Bereich der Hypothekenbanken wurde die Dresdner Bank ebenfalls aktiv: Sie erwarb in den Jahren 1970/71 in Absprache und im Tausch mit den beiden anderen privaten Großbanken die Mehrheiten an der Norddeutschen Hypotheken- und Wechselbank, der Deutschen Hypothekenbank, der Hypothekenbank in Hamburg, der Pfälzischen Hypothekenbank sowie der Sächsischen Bodencreditanstalt. Es gab darüber hinaus sowohl bei der Dresdner Bank als auch bei der Bayerischen Hypotheken- und Wechsel-Bank Überlegungen zu einer Fusion, aus ihnen wurde jedoch nichts.

### In der „Deutschland AG“
Insbesondere Großbanken fungierten im Netzwerk der „Deutschland AG“ – ein Begriff, der erst lange nach dem Tode Pontos aufkam – als Hausbanken. Sie versorgten Unternehmen mit Krediten, mit Rat und – falls nötig – auch mit Hilfe in Sanierungssituationen. Häufig waren sie dabei nicht nur Geldgeber, sondern hielten relevante Anteile an Unternehmen. Auf diese Weise ließen sich Einflüsse globaler Finanzmärkte gering halten; auch gegen kurzfristig denkende Finanzinvestoren schützte dieses Vorgehen. Während Unternehmen durch diese Beteiligungen Stabilität ihrer Finanzierungsstrukturen sicherten, bestand der Vorteil der Banken in dauerhaften Erträgen aus Zinsen und Dividenden.
Ponto gehörte diesem Netzwerk an und war hier ein big linker. Er war Mitglied in den Aufsichtsräten der Friedrich Krupp AG, der Daimler-Benz AG, der Allianz, von Blohm + Voss, der Demag, der Metallgesellschaft, der Degussa und der August Thyssen-Hütte. Zudem hielt er – zumindest zeitweilig – den Posten des Aufsichtsratsvorsitzenden bei der AEG, der RWE, der Norddeutschen Wollkämmerei & Kammgarnspinnerei, der Münchener Rückversicherung, der Hapag-Lloyd und von Bilfinger + Berger. Einige dieser Mandate wurden ihm ad personam angetragen, zählten also nicht zu den Erbhöfen der Dresdner Bank oder zu Unternehmen, bei denen sie größter Anteilseigner war.
Auch wenn das Netzwerk der „Deutschland AG“ nach außen hin den Eindruck vermitteln wollte, möglichst konfliktfrei zu funktionieren, gab es durchaus Reibungspunkte. Sie traten beispielsweise auf, wenn Beteiligungsverhältnisse diskutiert wurden oder wenn Aufsichtsratsmitglieder unterschiedliche Auffassungen zu Strategie und Personal vertraten. Ponto wurde in solchen Fällen wegen seiner moderierenden Fähigkeiten geschätzt. Ihm gelang es häufiger, Verstimmungen zwischen großen Anteilseignern oder zwischen Aufsichtsrat und Vorstand zu bereinigen. Solche Konflikte konnte er beispielsweise zwischen der Demag und der Mannesmann AG oder zwischen der Allianz und der Bayerischen Hypotheken- und Wechsel-Bank schlichten.
Ponto brachte seine strategischen Fähigkeiten ein, als es darum ging, mit der Dresdner Bank verbundene Bauunternehmen zusammenzuführen. Von 1969 bis 1975 trieb er in mehreren Schritten die Fusionen der Julius Berger AG mit der Bauboag sowie mit Grün & Bilfinger bis zur Entstehung von Bilfinger + Berger voran.
Beim Sanierungsfall AEG konnte er als Aufsichtsratsvorsitzender trotz der in ihn gesetzten Hoffnungen keine Wende herbeiführen. Der Konzern war schwer belastet. Zum einen, weil er jahrelang eine wenig erfolgreiche Aufholstrategie gegenüber Siemens praktizierte und dabei allein zwischen 1967 und 1975 rund vier Dutzend Firmen gekauft hatte, ohne diese ausreichend integrieren zu können. Zum anderen hatte er im Kernkraftwerksbau auf Siedewasserreaktoren gesetzt, die signifikant störanfälliger waren als Druckwasserreaktoren. In der Folge musste das Unternehmen hohe Rückstellungen bilden. Umfassende Sanierungsmaßnahmen, zu denen Personalwechsel in der Leitung, Umschuldungen, Verkäufe von Unternehmensteilen, Werksschließungen, die Abgabe des Kernkraft-Geschäfts und Reorganisationen der Konzernstruktur zählten, fruchteten nicht. Zeitgenossen und Historiker kreideten das nicht Ponto an. Allerdings gilt die Berufung des hemdsärmelig auftretenden Walter Cipa zum Vorstandschef als Fehlentscheidung.
Der vom Dresdner-Bank-Vorstand Wolfgang Röller eingefädelte und von Jürgen Ponto unterstützte Verkauf des Daimler-Benz-Aktienpakets (14 Prozent des Grundkapitals) aus dem Besitz von Herbert Quandt und Inge Quandt, Witwe des 1967 verstorbenen Harald Quandt, an Kuwait wirkte gegen Ende des Jahres 1974 wie ein Paukenschlag, auch weil der Name des Käufers bis zum 3. Dezember 1974 geheim gehalten worden war. Es setzte eine intensive öffentliche Debatte über den potenziellen „Ausverkauf“ wichtiger deutscher Unternehmen an durch Petrodollars reich gewordene Staaten ein, in der Überfremdungsängste sichtbar wurden. Ponto versicherte, dass Kuwait sein Aktienpaket allein als Kapitalanlage betrachte und in die Unternehmensentscheidungen des Automobilherstellers nicht eingreifen werde. In der Folge kam es zu Verstimmungen zwischen Herbert Quandt und der Deutschen Bank. Aus diesem Grund gelang es Ponto, die Dresdner Bank bei BMW, wo Quandt Großaktionär war, zur wichtigsten Bank zu machen.

### Wettbewerbsposition in Deutschland
Imagewandel, Reorganisation, Internationalisierung, Bankenübernahmen und Netzwerk-Arbeit waren kein Selbstzweck, sondern sollten die Wettbewerbsposition der Dresdner Bank stärken und nach Möglichkeit den Abstand zum nationalen Branchenprimus Deutsche Bank verkürzen. Das gelang nicht, der Abstand der Bilanzsummen stagnierte, auch wenn es Mitte der 1970er Jahre Zwischenphasen des Aufholens gab. Hans Friderichs, von 1978 bis 1985 Vorstandssprecher der Dresdner Bank, legte diese Zielsetzung ad acta.

### Bankenmacht-Debatte
Ponto griff mehrfach in die bis in die 1980er Jahre virulente öffentliche Debatte ein, ob die Banken im Vergleich zu anderen Wirtschaftsunternehmen nicht über zu viel Macht verfügten und Entscheidungsprozesse in Gesellschaft und Politik zum eigenen Vorteil beeinflussen würden. Erste publizistische Klagen darüber waren bereits in den 1960er Jahren erschienen, in den 1970er Jahren häuften sie sich. Wiederholt wurde gemutmaßt, dass die Banken, insbesondere die privaten Großbanken, die Kontrolle über die gesamte Industrie hätten und diese Machtstellung missbrauchen würden. Unter Verweis auf das als positiv betrachtete Trennbanken-System in den USA wurde dafür plädiert, das in Deutschland praktizierte Universalbank-System zu überwinden. Ponto hielt solche Thesen, Annahmen und Empfehlungen für den Ausweis mangelnder Sachkenntnis. Banken hätten ihre Industriebeteiligungen häufig, weil zuvor notleidende Kredite in Eigenkapital umgewandelt werden mussten (Debt Equity Swap). Sie könnten sich als Aufsichtsratsmitglieder nicht gegen fachlich sichere und machtbewusste Vorstände durchsetzen. Der Marktanteil der privaten Großbanken läge ohnehin bei nur 10 Prozent. Diese Positionen vertrat Ponto in Zeitungsbeiträgen und vor der von Bundesfinanzminister Hans Apel einberufenen „Studienkommission Grundsatzfragen der Kreditwirtschaft“ (1975–1979).

### Politische Standpunkte und Kontakte
Pontos politische Positionen stimmten am ehesten mit denen der CDU überein, dennoch war er nie Mitglied einer Partei. In seiner Zeit als Vorstandssprecher der Dresdner Bank beriet er einige Unionspolitiker in Sachfragen. Zu ihnen gehörten beispielsweise Karl Carstens und Rainer Barzel. Auch mit Hans Apel (SPD) sprach er über eine geplante Steuerreform. Sein wichtigster politischer Gesprächspartner war jedoch Helmut Schmidt. Er kannte den Sozialdemokraten noch aus seiner Hamburger Zeit, denn Loki Schmidt war Grundschullehrerin seines Sohnes. Nachdem Schmidt Bundeskanzler geworden war, zählte Ponto zu seinem informellen Beraterkreis. Ponto und Schmidt schätzten wechselseitig die Fähigkeit des anderen zu offenen Gesprächen und gedanklicher Weite, wenngleich sie keinesfalls immer einer Meinung waren. Der deutlichste Dissens bezog sich auf den Kuwait-Quandt-Deal. Schmidt fürchtete einen Ausverkauf deutscher Unternehmen. Ponto plädierte für offene Kapitalmärkte, Deutschland müsse dabei für ausländisches Kapital aufnahmebereit sein, auch für Kapital aus den erdölproduzierenden Ländern. Knapp zwei Jahre später schien Schmidt sich Pontos Position anzunähern. In seiner Neujahrsansprache meinte der Bundeskanzler 1977, es könnte sinnvoll sein, wenn die Ölförderländer des Nahen Ostens durch ihre industriellen Beteiligungen spürten, welche Konsequenzen deutliche Ölpreiserhöhungen hervorriefen.
Ponto widersprach deutlich Umverteilungsplänen, wie sie von sozialdemokratischer Seite und Gewerkschaften immer wieder lanciert wurden. 1974 warnte er öffentlich und nachdrücklich vor letztlich nicht umgesetzten Regierungsplänen zur Bildung eines Fonds, der, gespeist aus einer 10-prozentigen Gewinnabgabe größerer Unternehmen und paritätisch kontrolliert, Wertpapiere an alle Erwerbstätigen ausgeben sollte. Ab Herbst 1973 kritisierte Ponto als Vertreter seiner Branche die restriktive Geldpolitik der Bundesbank mit scharfen Worten, als diese zur Bekämpfung der Inflation den Diskont- und den Lombardsatz deutlich erhöht hatte. Er sah hier Probleme, weil Banken über keine großen Liquiditätsreserven verfügten und ihr Wettbewerb untereinander die Zinsmargen gedrückt hatte. Den in den Bundesbankmaßnahmen zum Ausdruck kommenden Optimismus einer globalen Steuerungsfähigkeit der Konjunktur teilte Ponto nicht.
Er hatte mit den Spenden seiner Bank an die vier Parteistiftungen und die Staatsbürgerliche Vereinigung zu tun, allerdings nach Aktenlage nur in geringem Umfang und ohne Anspruch auf konkrete Gegenleistungen, im Unterschied etwa zu Friedrich Karl Flick. Im Wesentlichen profitierten die Unionsparteien von den Spenden, wenngleich es auch solche an die FDP, die Friedrich-Ebert-Stiftung oder einzelne Sozialdemokraten wie Katharina Focke gab.
Weil Ponto sich öffentlich vielfach zu Themen äußerte, die über das Bankwesen weit hinausgingen, hielten ihn Medien für einen Mann, der politische Posten bekleiden könne. 1977 etwa gab es Gerüchte über einen Wechsel Pontos auf den Posten des Bundesbankpräsidenten. Ponto dementierte jedoch jede Wechselabsicht. Bereits drei Jahre zuvor behaupteten Medien, Helmut Schmidt habe erwogen, Ponto zum Bundesfinanzminister zu machen. Dergleichen Spekulationen wurden rasch dementiert.

### Zeitgenössische Rezeption
Der 1969 noch wenig bekannte Ponto entwickelte in der Öffentlichkeit rasch ein deutliches Profil. Das hing zum einen mit den umfangreichen Aktivitäten zum 100. Geburtstag der Dresdner Bank zusammen, zum anderen mit den Veränderungen dieses Finanzinstituts, für die er stand. Außerdem wirkten seine öffentlichen Stellungnahmen, die nicht allein auf Bankfragen beschränkt waren. Zu seiner breiten Bekanntheit trugen auch Fernsehauftritte bei. Am 27. März 1974 sendete das 1. Programm die vom NDR produzierte TV-Dokumentation Der Mann, der in Millionen denkt, die sich mit der Dresdner Bank und ihrem Vorstandssprecher befasste. Am 15. Januar 1975 diskutierte Jürgen Ponto unter anderem mit Helmut Schmidt in der TV-Sendung Im Brennpunkt des 1. Programms zum Thema „Mekka für Ölmilliarden“ über das Interesse ölfördernder Staaten des Nahen Ostens, sich in Deutschland an Unternehmen zu beteiligen. Zum Ende desselben Jahres kommentierte er in einem TV-Jahresrückblick detailliert die wirtschaftliche Situation Deutschlands. Der Spiegel bezeichnete ihn 1976 als „Leitbankier“ der Bundesrepublik. Pontos Mitwirken am Kuwait-Quandt-Deal rief die stärksten und zugleich gegensätzliche Reaktionen hervor. Einige sahen darin einen „Ausverkauf deutscher Unternehmen“, andere lobten die Transaktion als ein „Meisterstück“ und sahen in Ponto einen kompromisslosen Streiter für den freien Kapitalverkehr.

## Persönlichkeit und Privatleben

### Persönlichkeit
Ponto galt als gebildet, rhetorisch begabt, kommunikativ, einnehmend und humorvoll. Dem tradierten Bild eines verschwiegenen Bankiers, der nur auf Geschäfte blickt, entsprach er nicht. Stattdessen wurde er als weltgewandter Generalist wahrgenommen.

### Familie
Während seines Studiums lernte Jürgen Ponto 1946 Ignes von Hülsen kennen, ab November 1943 Vollwaise, deren Mutter eine Großnichte des preußischen Generals Helmuth von Moltke gewesen war. Sie nahm in Hamburg ein Klavierstudium auf. 1950 heiratete das Paar. Aus dieser Ehe gingen zwei Kinder hervor: Stefan (* 1951) und Corinna (* 1957). 1959 zog die Familie von Pöseldorf nach Othmarschen, später nach Nienstedten. 1966 erfolgte der beruflich bedingte Umzug in den Taunus. Zunächst lebten die Pontos im Ellerhöhweg 9 von Bad Homburg, ab Sommer 1971 schließlich in einem größeren Haus in Oberursel (Oberhöchstadter Straße 69).

### Musik
Ponto galt als Liebhaber klassischer Musik und besuchte viele Konzerte und Festspiele. Sein Musikgeschmack war dabei eher konservativ, zeitgenössische Musik sprach ihn weniger an. Über seine Frau war er sehr gut mit Justus Frantz und Christoph Eschenbach bekannt, die häufig bei den Pontos zu Gast waren. Alle drei hatten bei Eliza Hansen studiert. Auch andere Musiker von internationalem Rang besuchten Pontos Haus, wie zum Beispiel Mischa Maisky, Mitsuko Uchida, Arturo Benedetti Michelangeli, Zubin Mehta oder Christoph von Dohnányi. Auch die Förderung des Spitzennachwuchses lag ihm am Herzen. Als er 1971 mitbekam, dass Herbert von Karajan die Gründung einer Orchesterakademie erwog, um hochbegabten Musikernachwuchs an die internationalen Spitzenorchester heranzuführen, überzeugte er den Vorstand der Dresdner Bank davon, für dieses Projekt eine Million DM zu spenden. Diese Mittel waren der finanzielle Durchbruch für die Orchester-Akademie der Berliner Philharmoniker. Ponto warb im Bekanntenkreis, vor allem unter Bankvertretern und in der Industrie, um weitere Spenden und übernahm den Vorsitz des Beirats dieser Einrichtung. Er ließ sich überdies als Kuratoriumsmitglied der Deutschen Stiftung Musikleben in die Pflicht nehmen. Auch leitete er das Gremium Musik im Kulturkreis der deutschen Wirtschaft beim Bundesverband der Deutschen Industrie, der führenden Einrichtung für unternehmerische Kulturförderung Westdeutschlands.

### Hobbys
Neben Musik zählte Literatur zu den Hobbys von Jürgen Ponto. Er galt als Kenner der Weimarer Klassik. Thomas Mann war sein Lieblingsautor. Auch die russische und die lateinamerikanische Literatur interessierten ihn. Theater besuchte er ebenfalls häufig. Zu seinen Hobbys zählte auch die Jagd.

## Ermordung

### Tat und Täter
Im Frühjahr 1977 geriet Ponto in den Fokus der Roten Armee Fraktion, nachdem Susanne Albrecht der Terrorgruppe über die Freundschaft ihrer Familie zu den Pontos berichtet hatte und damit Zugang zu einem potenziellen Opfer möglich schien. Ihr Vater Hans-Christian Albrecht war ein Studienfreund Jürgen Pontos und Patenonkel von Corinna Ponto, ihre jüngere Schwester Julia Albrecht Patenkind von Jürgen Ponto. Die RAF entschloss sich, ihn aus seinem Haus zu entführen. Ziel war der Erhalt von Lösegeld oder die Freipressung inhaftierter RAF-Mitglieder. Die RAF hatte in Hattersheim bei Frankfurt eine konspirative Wohnung im Hochhaus Südring 3a angemietet, um ihn dort festzuhalten. Im Mai und Juni 1977 besuchte Susanne Albrecht die ahnungslose Familie Ponto zweimal zu Hause in Oberursel und erkundigte sich dabei auch über Sicherheitsvorrichtungen und -maßnahmen. Eine Warnung durch die deutschen Sicherheitsbehörden war nicht erfolgt. Am 29. Juli vereinbarte Albrecht einen Besuch für den nächsten Tag. Die Zeit drängte, denn das Ehepaar Ponto stand unmittelbar vor einer länger geplanten Reise nach Südamerika. Am Spätnachmittag des 30. Juli klingelte Albrecht in Begleitung von Brigitte Mohnhaupt und Christian Klar bei den Pontos und erhielt Einlass. Jürgen Ponto führte die drei Mitglieder der RAF ins Esszimmer. Als Klar ihm unter vorgehaltener Waffe erklärte, er werde entführt, kam es zu einem Handgemenge zwischen den beiden. Klar schoss, gefolgt von Mohnhaupt, die fünf Schüsse auf Ponto abgab, der von mehreren Kugeln in Kopf und Körper getroffen wurde. Ignes Ponto war Zeugin des Mordes, konnte die Tat allerdings nicht sehen. Sie saß hinter einem Kaminvorsprung verborgen im wegen der bevorstehenden Reise bereits abgedunkelten Wohnzimmer und telefonierte, als die Schüsse fielen. Anschließend flüchteten die Täter mit einem von Peter-Jürgen Boock bereitgehaltenen Auto. Jürgen Ponto erlag rund eineinhalb Stunden später, um 18:40 Uhr, im Universitätsklinikum Frankfurt seinen Verletzungen. Er war das erste Opfer der RAF aus dem Kreis der Wirtschaft.
Zwei Wochen nach der Tat veröffentlichte die RAF ein knappes, vierzehn Zeilen langes Selbstbezichtigungsschreiben. Es war im Gegensatz zum üblichen Vorgehen der RAF von Susanne Albrecht persönlich unterzeichnet. Bereits am 31. Juli und am 2. August 1977 hatte sich die RAF durch zwei Anrufe bei Reuters zur Tat bekannt. Die versuchte Entführung Pontos stellte nach der Ermordung von Siegfried Buback einen weiteren Teil der sogenannten Offensive 77 der RAF dar, die im Deutschen Herbst kulminierte.

### Trauermarsch und Trauerfeiern
Am 3. August 1977 wurde der Sarg Pontos in einer Kirche von Oberursel aufgebahrt, Vorstand und engste Mitarbeiter nahmen Abschied. Am Folgetag fand in einer Kirche von Unter-Sensbach die familiäre Trauerfeier statt, gefolgt von der Beisetzung auf dem Waldfriedhof von Ober-Sensbach. Jürgen Ponto hatte diesen Ort vorher dazu bestimmt, denn in der Nähe befand sich eine Jagdhütte, die Ponto gern genutzt hatte. Am 4. August 1977 zogen rund 4000 Bankangestellte in einem Schweigemarsch durch die Frankfurter Innenstadt. Die Verbände der deutschen Kreditwirtschaft baten ihre Mitglieder überdies, am 4. August 1977 für eine Stunde die Schalter zu schließen und halbmast zu flaggen. Am 5. August 1977 fanden sich die Spitzen von Wirtschaft, Politik und Öffentlichkeit zu einer Gedenkfeier in der Frankfurter Paulskirche ein. Diese Trauerfeier wurde im Fernsehen live übertragen.  In seiner Trauerrede betonte Hans Friderichs, guter Bekannter des Ermordeten und damals Bundeswirtschaftsminister, Ponto sei ein „menschliches Vorbild“ gewesen und habe seine Position an der Bankspitze „souverän gestaltet“.

### Familiäre Folgen

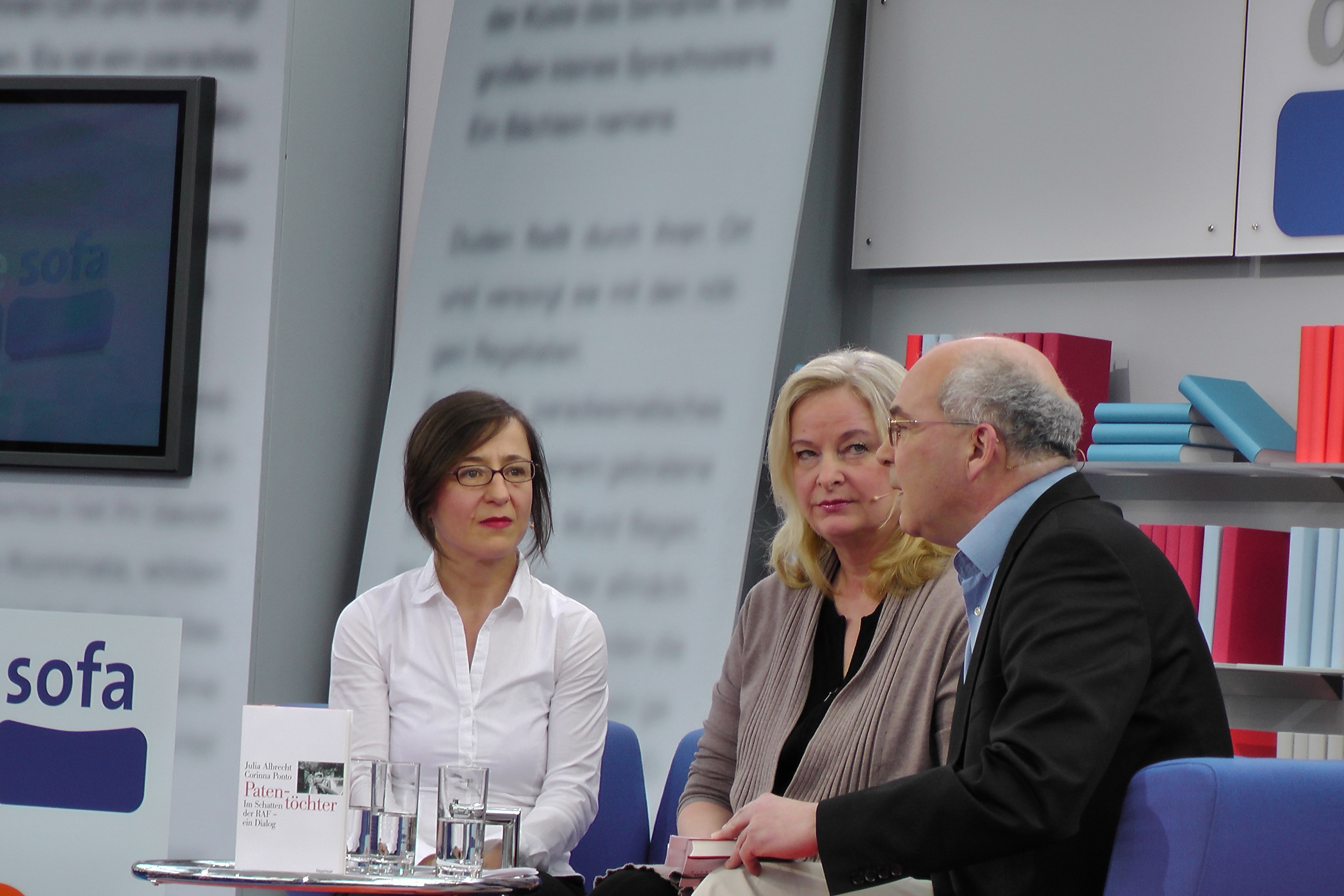
Julia Albrecht (links) und Corinna Ponto im Gespräch mit Christhard Läpple (Aufnahme von 2011)

Nach der Gedenkfeier zogen Ignes und Corinna Ponto in die USA, Pontos Sohn Stefan lebte dort bereits. Zu diesem Entschluss kamen sie nicht allein wegen des Mordes, sondern auch, weil trotz polizeilicher Überwachung am 5. August 1977, wenige Stunden nach der Trauerfeier, in einem Schuppen auf dem Grundstück der Pontos ein Brand gelegt worden war. Corinna Ponto blieb bis 1979 in den Vereinigten Staaten. Ihre Mutter brauchte deutlich länger, bis auch sie wieder bereit war, nach Deutschland zurückzukehren. Im September 2008 kritisierte sie die fehlende historische Authentizität bei der Darstellung der Ermordung ihres Mannes im Spielfilm Der Baader Meinhof Komplex. Im Oktober 2008 gab sie aus Protest gegen den Film ihr Bundesverdienstkreuz an den damaligen Bundespräsidenten Horst Köhler zurück. Sie strengte zudem eine Klage an, um zu erreichen, dass die Szene nicht mehr gezeigt werden darf. Die Klage blieb erfolglos.
Im Jahr 2011 veröffentlichten Corinna Ponto und Julia Albrecht das Buch Patentöchter. Sie hatten es gemeinsam verfasst, „eine Art Versöhnungsbuch“, das sich mit dem Mord an Jürgen Ponto und der Rolle beider Familien auseinandersetzt. Stefan Ponto nahm dazu 2014 in einem Interview sehr kritisch Stellung. Er nannte es ein „unerträgliches Buch“ und warf den Autorinnen Verharmlosung des Mordes an seinem Vater vor. Er bezeichnete das Verhältnis zu seiner Mutter und zu seiner Schwester als irreparabel zerrüttet.

### Strafverfahren
Für die Beteiligung an der Tat wurden Albrecht, Mohnhaupt, Klar, Boock, Sieglinde Hofmann und Adelheid Schulz wegen Mordes, Beihilfe zum Mord oder versuchter Geiselnahme und versuchten Menschenraubs verurteilt. Später stellte sich heraus, dass Hofmann entgegen dem Urteil von 1982 nicht unmittelbar beteiligt gewesen war.

## Erinnerung

### Gedenken

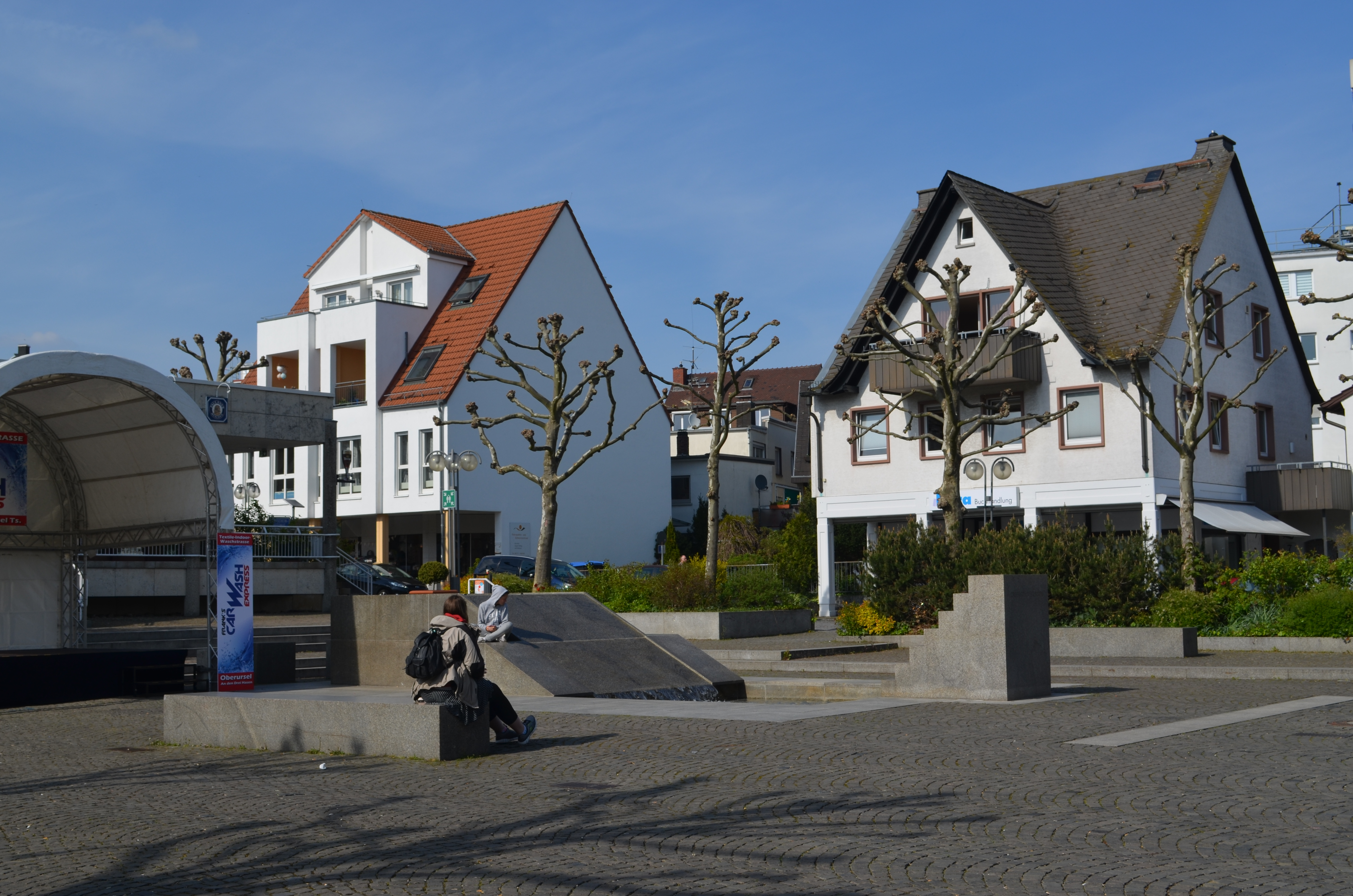
Jürgen-Ponto-Brunnen (Aufnahme von 2017)

Zum Andenken an Jürgen Ponto wurden auf dem Oberurseler Rathausplatz ein Brunnen und in Frankfurt am Main ein Platz in der Innenstadt nach ihm benannt; an diesem Platz steht der Silberturm, auch Jürgen-Ponto-Hochhaus genannt.
1983, 1987 und 1997 gab es Gedenkkonzerte. Anlass waren seine runden Geburts- beziehungsweise Todestage. 2007 luden die Dresdner Bank und die Jürgen Ponto-Stiftung zur Förderung junger Künstler zu einer Gedenkstunde ein. Die Stiftung seines Namens wurde unmittelbar nach seinem Tod auf Vorschlag von Ignes Ponto gegründet und fördert beziehungsweise förderte Musiker, Orchester, Chöre, Autoren, bildende Künstler und Architekten.

### Kontextualisierung
Seine Ermordung veränderte das Wahrnehmungsumfeld, in das Ponto gestellt wird. Es ist nicht mehr, wie noch zu Lebzeiten, seine Bedeutung im westdeutschen Bankwesen. Damals wurde er öfter als Nachfolger von Hermann Josef Abs beschrieben. Heute wird er regelhaft gemeinsam mit Siegfried Buback und Hanns Martin Schleyer genannt, den beiden anderen prominenten Mordopfern der RAF des Jahres 1977.

## Anhang

### Veröffentlichungen
- Mut zur Freiheit. Gedanken zu Politik und Wirtschaft. Econ. Düsseldorf, Wien 1977, ISBN 978-3-430-17595-1.
- Wirtschaft auf dem Prüfstand. Econ. Düsseldorf, Wien 1975, ISBN 978-3-430-17596-8.
- Banken und Staat im Konflikt. In: Zeitschrift für das gesamte Kreditwesen, Jahrgang 26 (1973), Heft 24, S. 1197–1200.
- Die Rolle der Banken in der Welt von morgen (Fortschrittliche Unternehmensführung, Band 4), Betriebswirtschaftlicher Verlag Gabler. Wiesbaden 1970, ISBN 978-3-409-45001-0.
- Strukturprobleme der Kapitalmärkte in internationaler Sicht. Verband der Chemischen Industrie e. V., Frankfurt 1968.